# Catholicisme en Russie

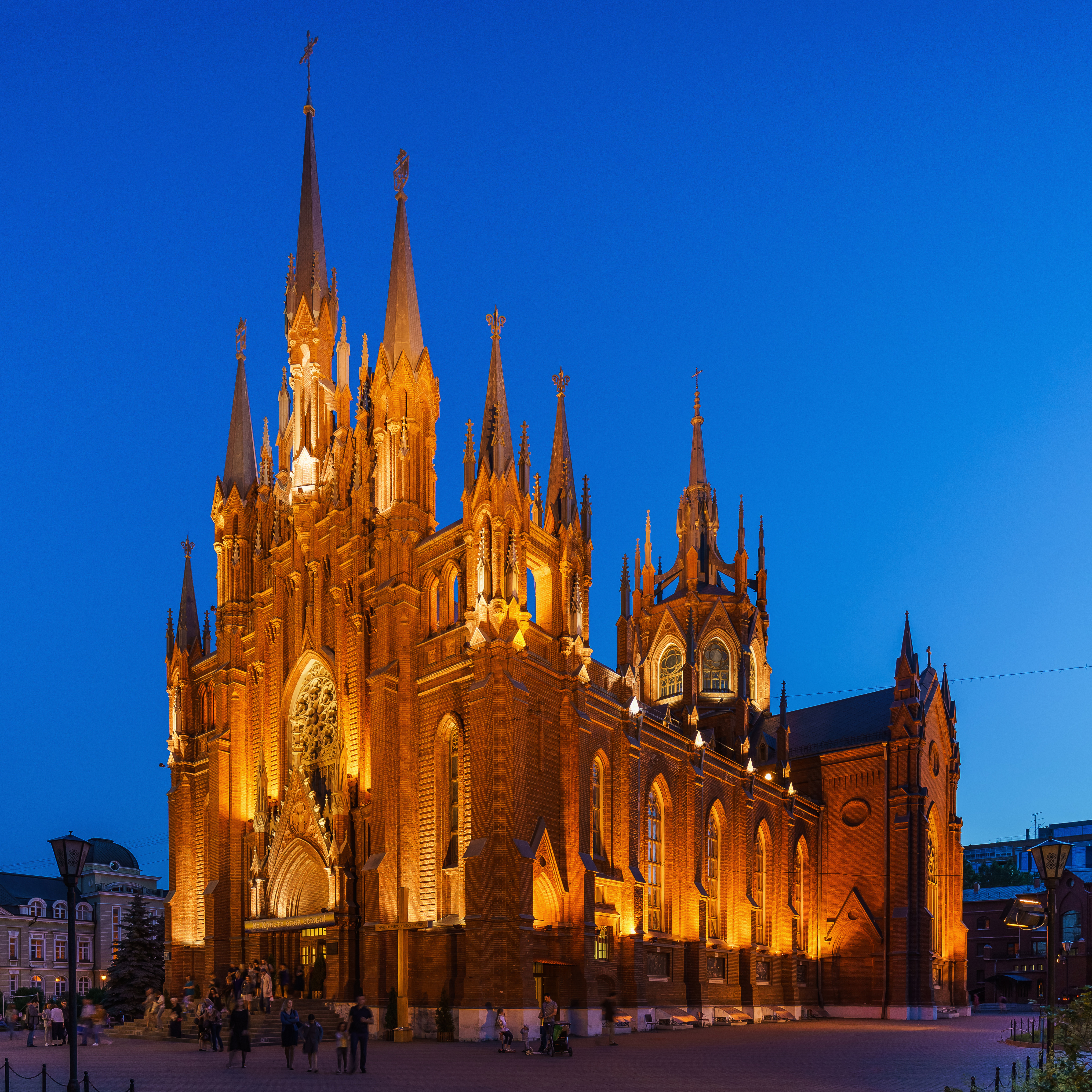
Cathédrale catholique romaine de Moscou

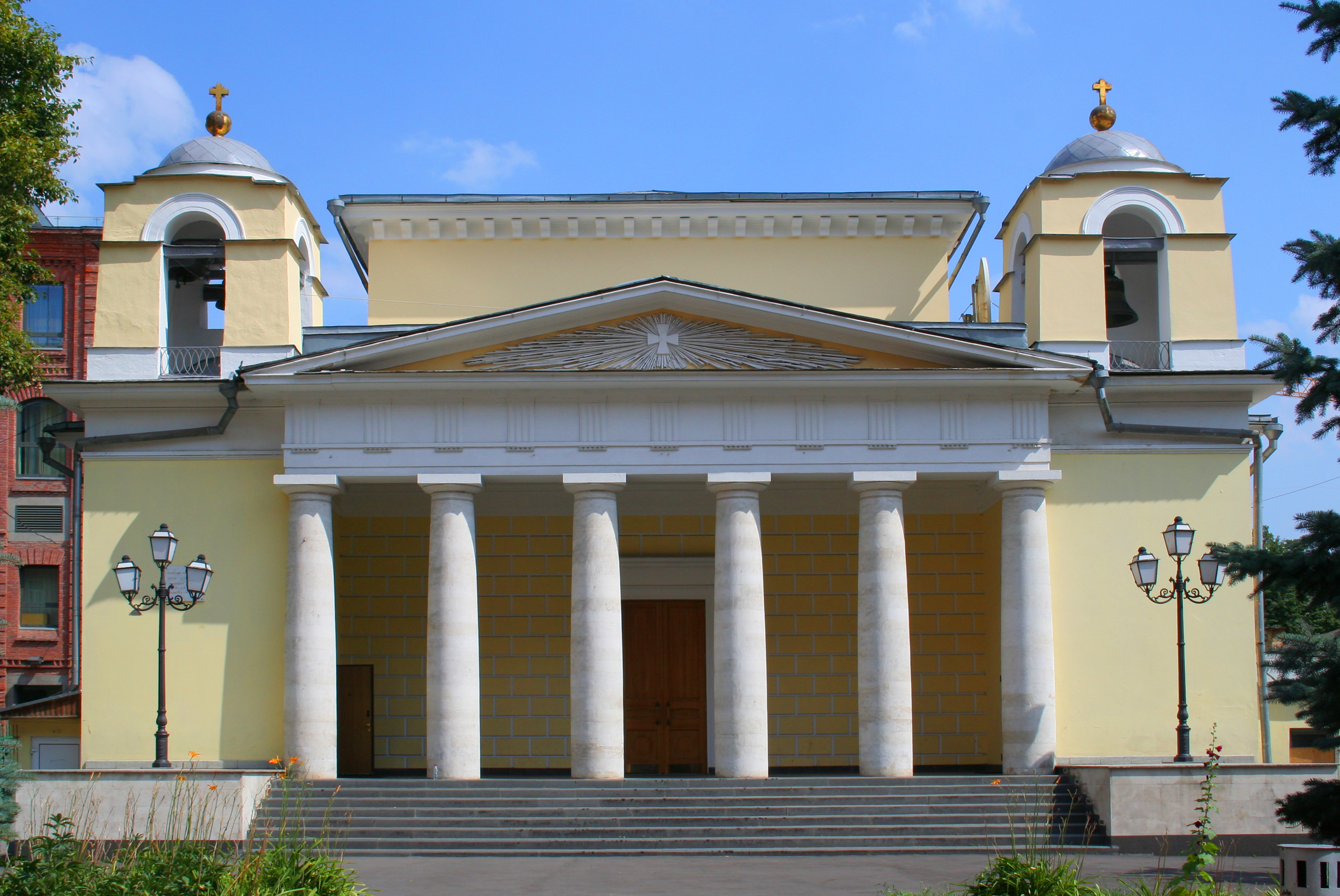
Église Saint-Louis de Moscou

L'Église catholique en Russie est l'entité de l'Église catholique en Russie. Elle est d'une part de rite latin et partagée en quatre diocèses et d'autre part de rite byzantin rattachée à l'Église grecque-catholique russe. Cet article traite de l'Église catholique de rite latin.

## Histoire

### Période soviétique
La Révolution de 1917 vit la fermeture du grand séminaire catholique russe alors sis à Saint-Pétersbourg.

Le 25 mars 1923 se conclut, à Moscou, le procès, mené par les communistes soviétiques en les personnes de Zinoviev et Krylenko, d'un laïc et de quatorze prêtres catholiques ainsi que de leur chef Mgr Jan Cieplak, archevêque de Moguilev (ville maintenant en Biélorussie), et de ses assistants, dont son vicaire général Mgr Budkiewicz et Mgr Féodoroff (exarque de l'Église grecque-catholique russe).
À la fin des années 1930, il n'y avait plus que deux églises catholiques en fonctionnement légal en Russie : l'église Saint-Louis à Moscou et l'église Notre-Dame-de-Lourdes à Saint-Pétersbourg.

### Période post-soviétique
Siège apostolique de Moscou :
- 13 avril 1991 : Érection de l'Administration apostolique de la Russie d'Europe
- 23 novembre 1999 : Changement de nom en Administration apostolique de la Russie d'Europe septentrionale
- 11 février 2002 : Élévation au statut d'archidiocèse

Siège apostolique de Saratov :
- 23 novembre 1999 : Érection de l'Administration apostolique de la Russie d'Europe méridionale
- 11 février 2002 : Élévation au statut de diocèse

Siège apostolique de Novossibirsk :
- 13 avril 1991 : Érection de l'Administration apostolique de la Sibérie
- 18 mai 1999 : Changement de nom en Administration apostolique de la Sibérie occidentale
- 11 février 2002 : Élévation au statut de diocèse

Siège apostolique d'Irkoutsk :
- 18 mai 1999 : Érection de l'Administration apostolique de la Sibérie orientale
- 11 février 2002 : Élévation au statut de diocèse

## Organisation
L'Église catholique de rite latin en Russie compte 4 diocèses et 1 préfecture apostolique : 
- Archidiocèse de la Mère de Dieu de Moscou
- Diocèse Saint-Clément de Saratov
- Diocèse Saint-Joseph d'Irkoutsk
- Diocèse de la Transfiguration de Novossibirsk, dont l'évêque est également l'ordinaire des gréco-catholiques ukrainiens (ou Ruthènes uniates) de la fédération de Russie
- Préfecture apostolique d'Ioujno-Sakhalinsk

Les évêques réunis forment la Conférence des Évêques catholiques de la fédération de Russie.

## Quelques paroisses catholiques de rite latin en Russie
- Astrakhan : église de l'Assomption
- Ekaterinbourg:église Sainte-Anne d'Ekaterinbourg
- Irkoutsk : Cathédrale du Cœur-Immaculé-de-Marie
- Kemerovo : église du Cœur-Immaculé-de-Marie
- Koursk : église de l'Assomption
- Krasnoïarsk : église de la Transfiguration-du-Seigneur
- Marx : église du Christ-Roi
- Moscou :cathédrale de l'Immaculée Conception, église Saint-Louis-des-Français
- Novossibirsk : cathédrale de la Transfiguration
- Orenbourg:église Notre-Dame-de-Lorette
- Perm: église de l'Immaculée-Conception de la Bienheureuse-Vierge-Marie
- Petrozavodsk : église Notre-Dame-du-Perpétuel-Secours
- Saint-Pétersbourg : église Notre-Dame-de-Lourdes, église Sainte-Catherine, église Saint-Stanislas, cathédrale Notre-Dame-de-l'Assomption, église du Sacré-Cœur-de-Jésus, église de la Visitation
- Samara : église du Sacré-Cœur-de-Jésus
- Sotchi : église Saint-Simon-et-Saint-Thadée
- Tobolsk : église de la Trinité
- Tomsk : église de l'Intercession de la BVM Reine du Rosaire
- Toula : église des Saints-Apôtres-Pierre-et-Paul
- Volgograd : église Saint-Nicolas
- Tver : église de la Transfiguration
- Veliki Novgorod : église des Saints-Apôtres-Pierre-et-Paul
- Vladimir : église Notre-Dame du Saint-Rosaire
- Naltchik : église Saint Joseph
- Prokhladny : église de la Sainte Famille